# Joodse begraafplaats (Dalen)
De Joodse begraafplaats van Dalen ligt aan de Drift in het Nederlandse dorp Dalen. De begraafplaats is voornamelijk gebruikt vóór 1768, toen de synagoge met begraafplaats in Coevorden gebouwd werd.
De begraafplaats lag destijds even buiten Dalen en werd gebruikt door de Joden van Dalen. Volgens de joodse leer en traditie was het van belang dat een begraafplaats in de loop der eeuwen onaangeroerd zou blijven, opdat eens de overledenen opgewekt zouden kunnen worden om terug te keren naar Israël (gebaseerd op Ezechiël 13). De Joodse gemeenschap van Dalen heeft er nauwlettend voor gezorgd dat deze regel in acht werd genomen, ook nadat zijzelf gebruik ging maken van de joodse begraafplaats in Coevorden.
Het aantal Joden in Dalen was slechts gering in aantal. In 1942 werden van de zestien Joodse inwoners van Dalen er dertien weggevoerd en vermoord. Hun namen zijn te lezen op een gedenksteen bij deze begraafplaats.
Vanaf 1997 werd gewerkt aan de restauratie van de oude begraafplaats. Dat jaar werd een gedenksteen geplaatst (zie foto). Met het plaatsen van een hek was in juli 2001 de restauratie voltooid.
Op de begraafplaats staat slechts één grafsteen, die van Samuel Visser. Hij overleed in 2001 en werd dus pas na de restauratie van de begraafplaats begraven. Hoeveel mensen in totaal hier zijn begraven en wat er met de andere grafstenen is gebeurd, is niet bekend.

## Afbeeldingen

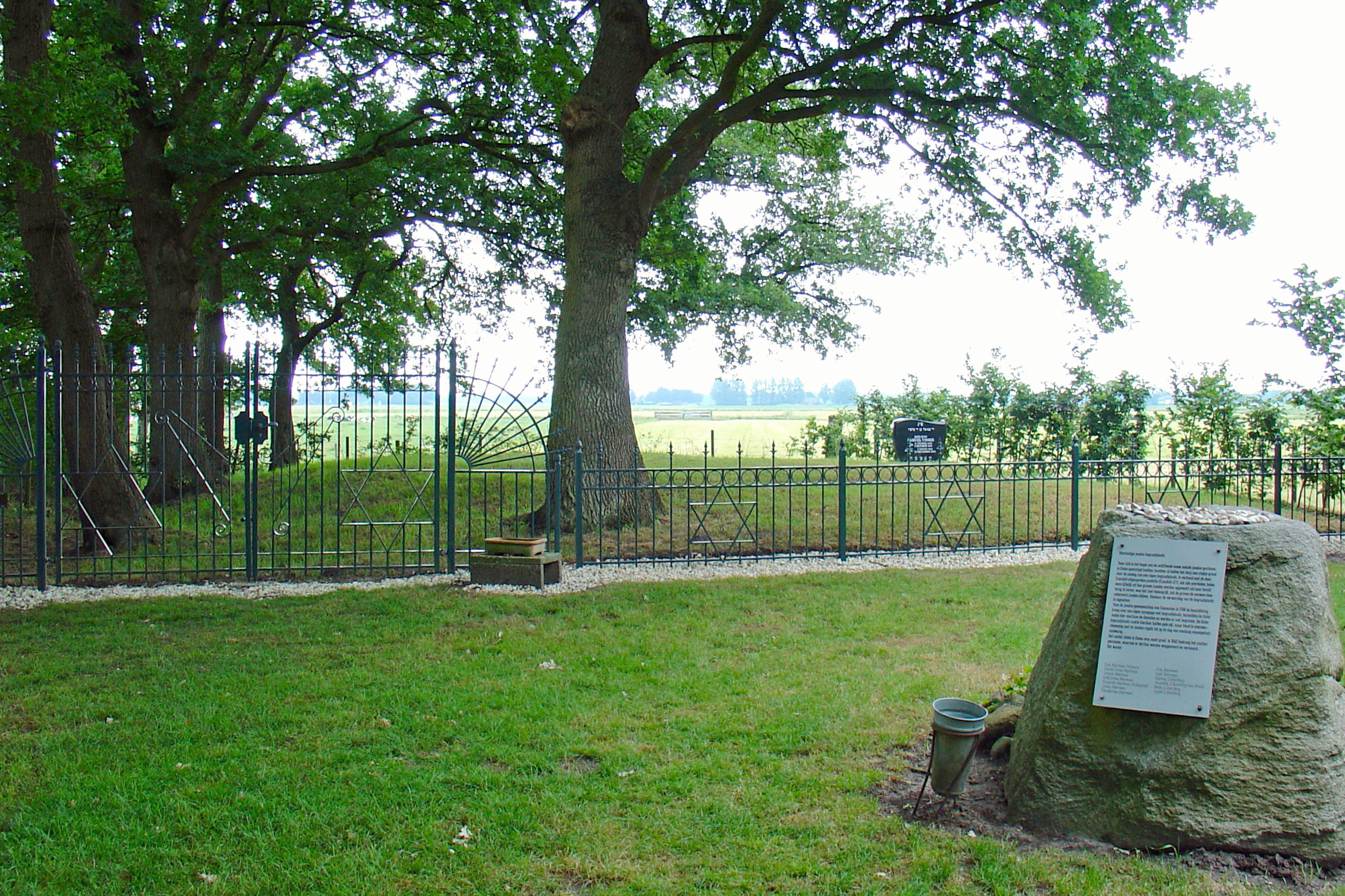
Overzicht
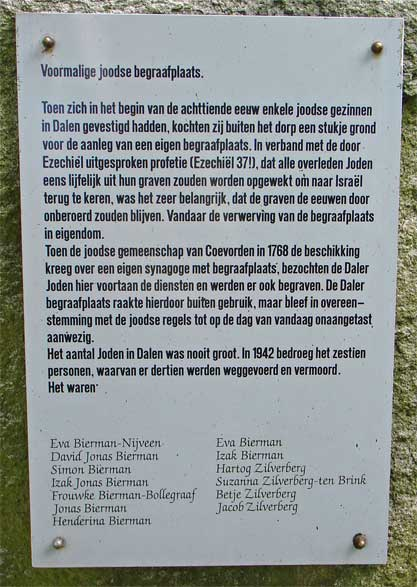
Opschrift bij joodse begraafplaats bij Dalen
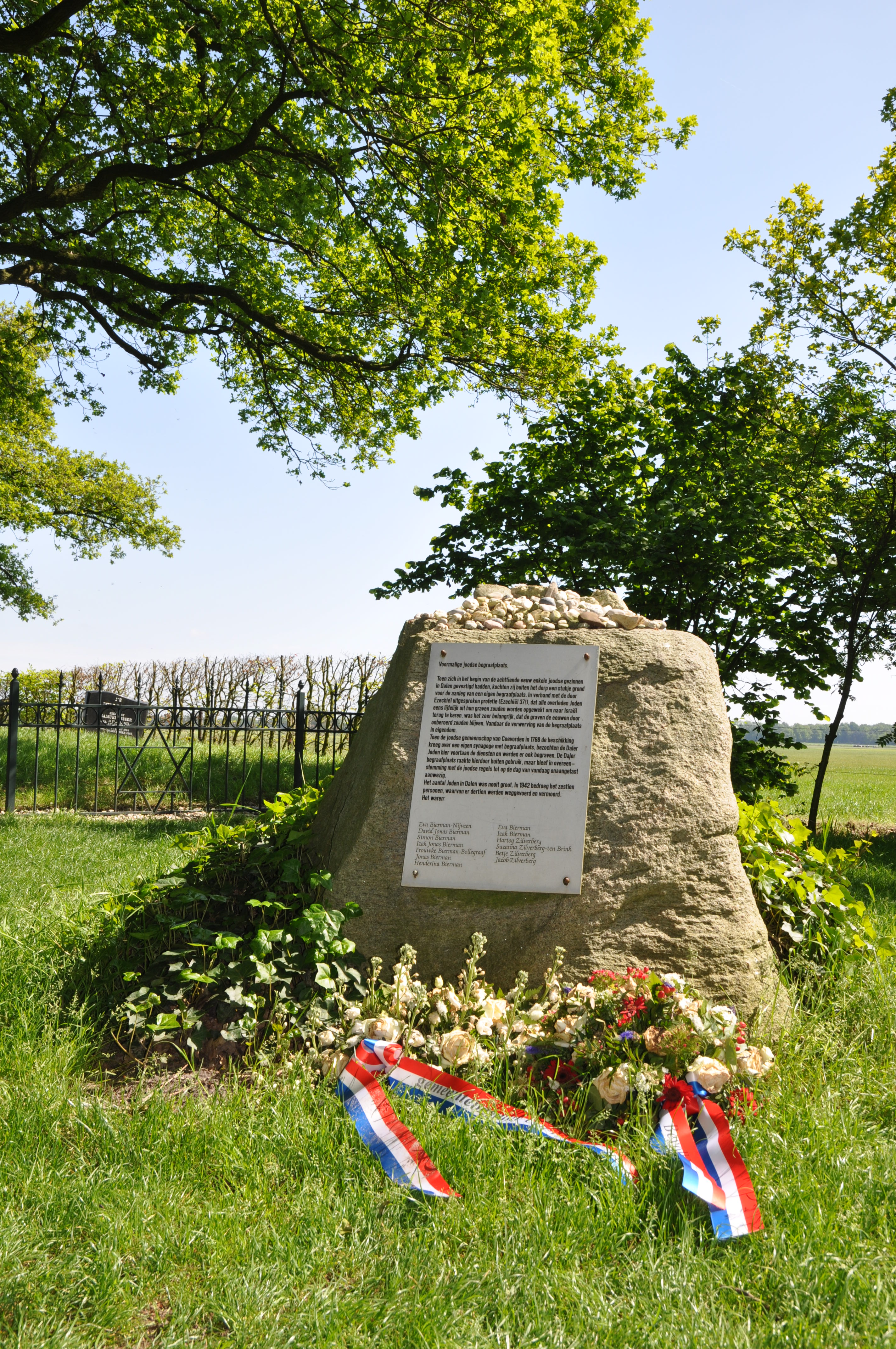
Bloemen bij het monument
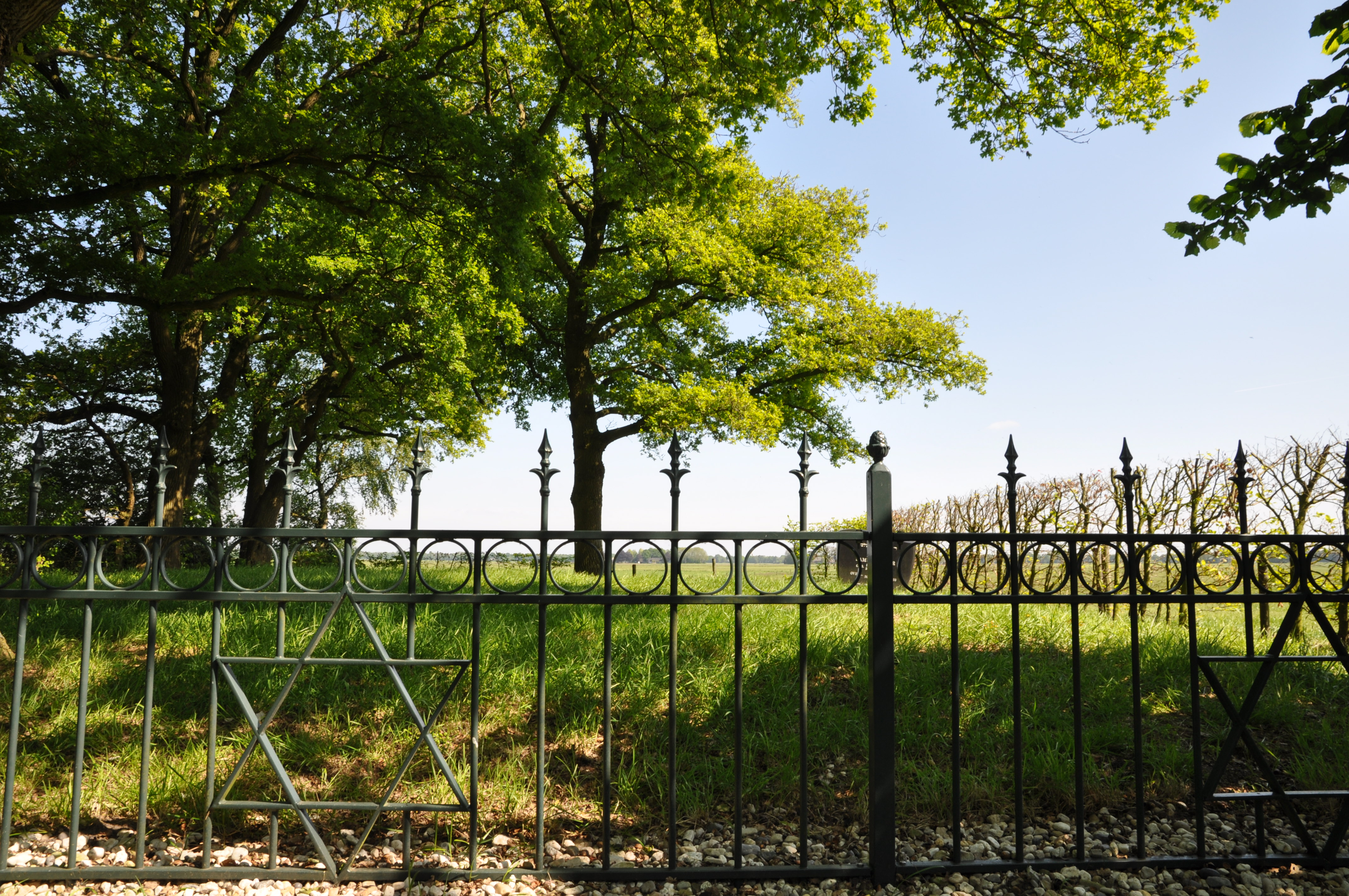
Hekwerk met Davidster